# Aeroportul Aitape
Aeroportul Aitape (IATA: ATP, ICAO: AYAI) este un aeroport din Aitape⁠(d), Sandaun Province⁠(d), Papua Noua Guinee.
Situat la o altitudine de 3 m, aeroportul dispune de o singură pistă.